# Thermopsis alterniflora
Thermopsis alterniflora är en ärtväxtart som beskrevs av Eduard August von Regel och Johannes Theodor Schmalhausen. Thermopsis alterniflora ingår i släktet lupinväpplingar, och familjen ärtväxter. Inga underarter finns listade i Catalogue of Life.